# Pustułka rurkowata

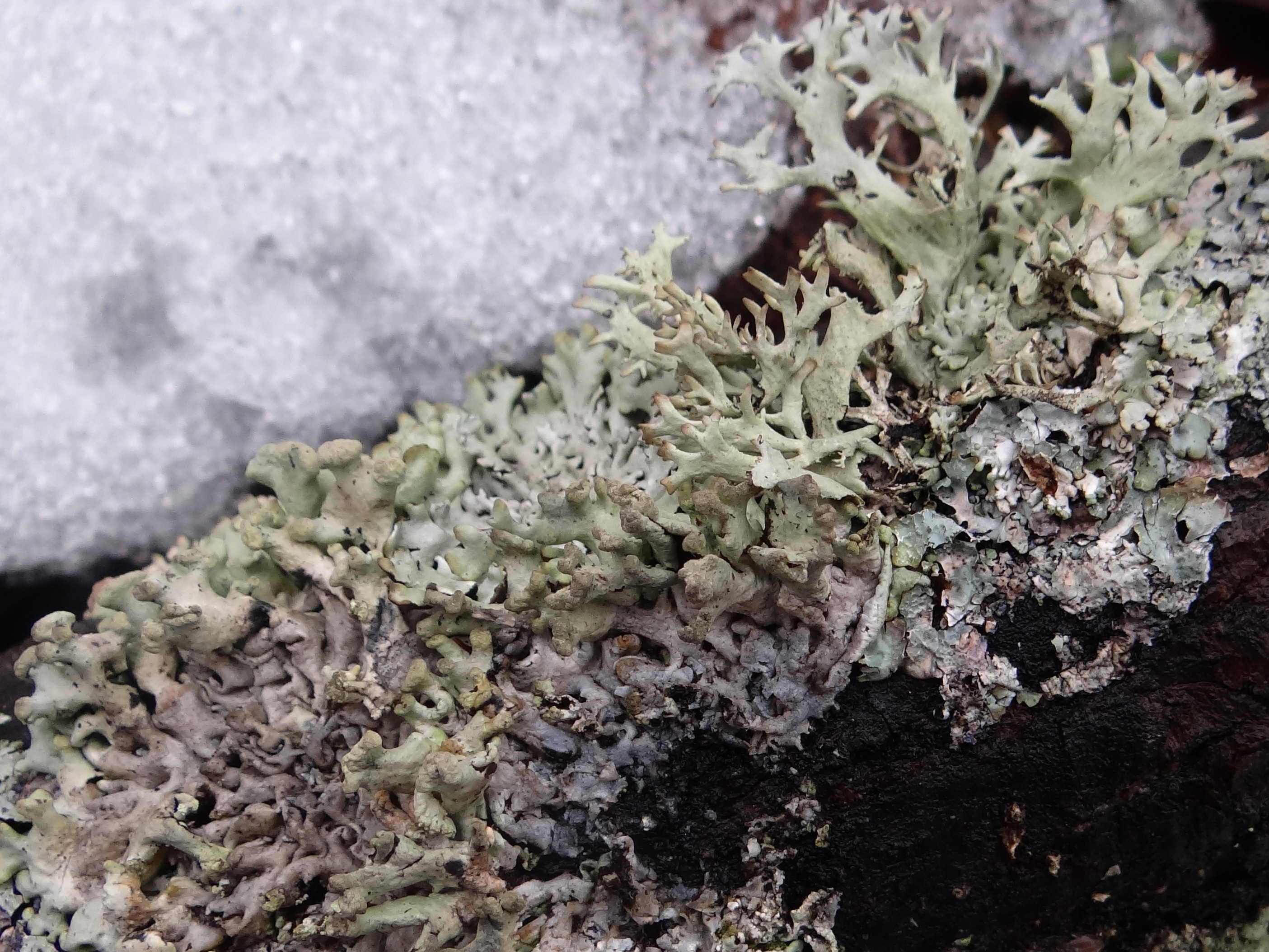

Pustułka rurkowata (Hypogymnia tubulosa (Schaer.) Hav.) – gatunek grzybów należący do rodziny tarczownicowatych (Parmeliaceae). Ze względu na współżycie z glonami zaliczany jest do porostów.

## Systematyka i nazewnictwo
Pozycja w klasyfikacji według Index Fungorum: Hypogymnia, Parmeliaceae, Lecanorales, Lecanoromycetidae, Lecanoromycetes, Pezizomycotina, Ascomycota, Fungi.
Po raz pierwszy takson ten zdiagnozował w 1840 r. Schaerer nadając mu nazwę Parmelia physodes var. tubulosa. Obecną, uznaną przez Index Fungorum nazwę nadał mu w 1918 r. Havaas, przenosząc go do rodzaju Hypogymnia.
Niektóre synonimy naukowe:

- Ceratophyllum tubulosum (Schaer.) M. Choisy 1951
- Cetraria tubulosa (Schaer.) B. de Lesd. 1952
- Menegazzia tubulosa (Schaer.) Gyeln. 1934
- Parmelia physodes var. tubulosa Schaer. 1840
- Parmelia tubulosa (Schaer.) Bitter 1901

Nazwa polska według Krytycznej listy porostów i grzybów naporostowych Polski.

## Morfologia
Plecha heteromeryczna z glonami protokokkoidalnymi, zawierająca zarówno korę górną, jak i dolną. Ma i grubość 1–3 mm, średnicę 2–5 cm, kształt nieregularny lub rozetkowaty i jest głęboko wcinana. Odcinki plechy mają długość 1–2 cm, kilkakrotnie dzielą się widełkowato lub nieregularnie, są wznoszące się lub odstające od podłoża. Powierzchnia górna jasnoszara lub zielonoszara, dolna w środkowej części czarna, w części zewnętrznej brunatna. Chwytników brak. Brzeżek plechy jest gładki i cienki.
Apotecja lekanorowe z brunatnymi tarczkami mają średnicę 2–8 mm, pojawiają się jednak bardzo rzadko. W worku powstaje po 8 jednokomórkowych, bezbarwnych, elipsoidalnych zarodników o rozmiarach 6,5–7 × 4,5–5,5 μm.

## Występowanie i siedlisko
Jest szeroko rozprzestrzeniona na półkuli północnej, ale występuje także w północnej, południowej i środkowej Afryce. W Polsce występuje głównie w górach, na niżu jest rzadka. Znajduje się na Czerwonej liście roślin i grzybów Polski. Ma status NT – bliskie zagrożenie wyginięciem. W Polsce był gatunkiem ściśle chronionym, od 17 października 2014 podlega ochronie częściowej.
Siedliskiem pustułki pęcherzykowatej jest głównie kora drzew iglastych, rzadko liściastych. Czasami występuje na drewnie, słomianych dachach, wyjątkowo można ją spotkać na skałach.